# Aspidophorodon longicauda
Aspidophorodon longicauda är en insektsart som först beskrevs av Richards 1963.  Aspidophorodon longicauda ingår i släktet Aspidophorodon och familjen långrörsbladlöss. Inga underarter finns listade i Catalogue of Life.